# 961 a.C.
Il 961 a.C. (CMLXI a.C. in numeri romani) è un anno  del X secolo a.C.

## Eventi
- In Palestina sale al trono il re Salomone, figlio di Davide.